# Benediktinerinnenkloster Kolberg
Das Nonnenkloster Kolberg war ein Kloster der Benediktinerinnen in Kolberg in Pommern.

## Geschichte
Aus wirtschaftlichen Gründen verlegte Herzog Wartislaw III. von Pommern die Stadt Kolberg (Kolobrzeg) und stattete diese Neustadt 1255 mit lübischem Stadtrecht aus.

### Klostergeschichte bis zur Säkularisation
Am 6. Juni 1277 stiftete Bischof Hermann von Cammin unter Zustimmung des Rühner Propstes Heinrich I. das Benediktinerinnenkloster S. Marien in Alt Kolberg (Budzistowo) in honorem .. virginis Marie Sub observancia regule beatissimi Benedicti claustrum sanctimonialium authoritate ordinaria stabili (vi)mus … Ceterum prepositus Runenis … visitabit. Er ließ es durch einen Gründungskonvent aus dem Benediktinerinnenkloster Rühn bei Bützow in Mecklenburg besiedeln. Es war der Vorläufer des Jungfrauen-Klosters, das sich als städtisches protestantisches Fräuleinstift zuletzt am Ufer der Persante zwischen Domstraße und Lindenstraße befand. Der Rühner Propst Dietrich erhielt 1288 in einer späteren Urkundenausfertigung das Visitationsrecht bestätigt. Visitationsverhandlungen der Rühner Propstes im Tochterkloster sind nicht überliefert. 1521 gab es im Alt Konvent von Kolberg in der Camminer Diözese geistliche Bestrebungen zur Nichteinhaltung der Ordensregeln. Dazu gab der Senior des Schweriner Domkapitels, Ulrich Malchow seine Zustimmung zu einem Austausch von Nonnen aus dem Benediktinerinnenkloster in Kolberg mit dem Nachbarkloster Dobbertin. Am 17. Dezember 1521 schrieb Domherr Ulrich Malchow aus dem bischöflichen Schloss Bützow an den Dobbertiner Klosterpropst Heinrich Möller und der Priorin Anna Detzien (Dessin): … dass es zugelassen werde, zwei Nonnen des Klosters Dobbertin in genannter Schweriner Diözese, die Erfahrung in Regelbefolgung haben und sich durch vorbildhafte Lebensführung und besondere Liebe zu Gott auszeichnen, unsere Zustimmung gewähren, dass sie mit unserer speziellen Erlaubnis und Vollmacht zu dem genannten Kloster in Kolberg reisen mit dem Ziel und Zweck, die dort lebenden Nonnen, die dieser Regel unkundig sind, sorgfältig darüber zu unterrichten und durch ihr gutes Vorbild genannte Nonnen in Kolberg zu vollständiger Anerkennung ihrer Tugenden anzuregen, auf das sie um so rascher und besser in dieser Regelbeachtung unterrichtet werden, und außerdem das sie zwei Nonnen aus ihrem Kloster ihrerseits nach Dobbertin zu schicken beabsichtigen zur Ergänzung der zwei genannten nach Kolberg entsandten Nonnen, auf das diese vier Nonnen hier und dort das klösterliche Leben gebührend lehren und lernen können... unterschrieben vom Notar Christian Sclaboro.

### Besitzgeschichte
In den folgenden Jahrzehnten erhielt das Kloster umfangreichen Grundbesitz in der Umgebung. Im 15. Jahrhundert sorgte der Kolberger Rat dafür, dass die Nonnen in das Stadtgebiet umsiedelten. In den unruhigen Zeiten der Auseinandersetzungen mit Bischof und Ritterschaft schien die Gefährdung außerhalb der Stadtmauern zu groß. Außerdem befürchtet man, dass sich die Feinde zum Schaden der Stadt im Kloster hätten festsetzen können. Der Rat wollte ungern auf die vielfältigen Einnahmen des Klosters aus den verschiedenen Quellen verzichten. Die Umsiedlungen fanden zwischen 1468 und 1469 statt. Die Nonnen fanden zunächst im alten Spiritushospital, später im stillen neuen Hospital am Klaustor ihr Unterkommen. Doch von 1502 bis 1505 übernahmen sie wieder ihr altes marode Klostergebäude in der Altstadt, dass sie wieder herrichteten.
Die Einkünfte des Klosters kamen aus verschiedenen Quellen, die größten waren aus dem Besitz von Salzpfannen. Die Stiftungen und Verkäufe von Salzabgaben waren sehr zahlreich. Den Zehnten besaß das Kloster aus all seinen ländlichen Besitzungen. Daneben übte das Kloster in allen seinen Seen und Gewässern die Fischerei aus, den Heringsfang in der Ostsee innerhalb der Grenzen des Landes Kolberg und Köslin, wofür ihm von Bischof Hermann ein abgabefreies Schiff bewilligt worden war. Auch der Holzeinschlag in seinen Wäldern war eine ergiebige Einkunftsquelle. Größere und kleinere bewilligte Vermächtnisse für das Kloster waren hilfreich.

### Reformation und Nachnutzung
Durch städtische Gelder unterstützt, erhielten die Nonnen 1544 von dem päpstlichen Legaten Hieronymus von Caserta in Speyer die Bewilligung, wieder in die Stadt übersiedeln zu dürfen, was auch 1445 geschah. Einige Gebäude wurden als Kloster hergerichtet und die erste Klosterkirche 1548 vollendet. Nach der Reformation wurde das Kloster um 1549 in ein evangelisches Damenstift umgewandelt und der lutherische Archidiakon Magister Engelbrecht wurde zum ersten evangelischen Klosterprediger ernannt.
Die Verwaltung der Klostergüter wurde nach dem Vertrag von 1587 von vier Aufsehern, zwei von der Ritterschaft und zwei städtischen geleitet. Letztere waren immer die Bürgermeister von Kolberg und Köslin. Die Anzahl der nun Konventualinnen wurde auf 16 Damen festgelegt, sieben aus adligem, neun aus bürgerlichem Stande, davon sechs aus Kolberg und drei aus Köslin, das ja Camminer Stiftsland war. Voraussetzung einer Aufnahme waren Tugendhaftigkeit und christliche Gesinnung. Im Wesentlichen waren es Töchter von Kolberger Patrizierfamilien und des Landadels. Genannt wurden Namen von Frauen der alten Kolberger Geschlechter, wie: Berwold, Berthold, Blankenburg, Damitzen, Glasenapp, Horn, Holk, Krolow, Mertens, Lewetzow, Podewils, Puttkamer, Range und Wopersnow.
1630 brannten die Klostergebäude ab und wurden bis 1657 erneut. Aber erst 1698 waren alle Klostergebäude wieder neu hergestellt.

### Stellung im Orden
Vorsteherin im Orden war die Priorin, ihr zur Seite stand als zweite Würdenträgerin die Celleraria, die Wirtschaftsverwalterin des Klosters. Die Klosterpröpste waren anfänglich nur zu gottesdienstlichen Verrichtungen berufen, bei schwerwiegenden Entscheidungen war der Rat vom Kloster Rühn und den Kolberger Domherren einzuholen. Im Laufe der Zeit hatten die Pröpste nach dem Beispiel des Klosters Dobbertin ihren Einfluss erheblich ausgedehnt, denn auf Urkunden und in den Verträgen wurden sie noch vor der Priorin genannt. Der Propst repräsentierte das Kloster nach außen. Er wickelte für das Kloster verbindlich Rechtsgeschäfte und finanzielle Angelegenheiten ab wie Erwerb von Grundbesitz, Annahme von Schenkungen, Eintreiben oder Entrichten fälliger Beträge. Der Propst war den Nonnen gegenüber verantwortlich.
Priorin
- 1313–1336 Adelheid
- 1364–1265 Bertha
- 1365–1399 Katharina Heydebreck
- 1412–1419 Benedikta Luchten
- 1419–0000 Gertrud Luchten
- 1424–1432 Katharina Heydebreck
- 1441–1456 Elisabeth Czarten
- 1482–0000 Bertha Natzmer
- 1494–1497 Margaretha Swarten
- 1505–0000 Katharina Adebar
- 1524–1525 Elisabeth Adebar
- 1542–0000 Katharina Rhynen
- 1565–0000 Anna von Braunschweig

Celleraria
- 1400–1415 Elisabeth Sletzen
- 1419–1424 Anna Manduvel
- 1424–0000 Wendele Stemmer
- 1432–0000 Katharina Wikbold
- 1447–1456 Katharina Kamecke
- 1494–1511 Katharina Adebarsche

Propst
- 1284–1290 Heinrich
- 1333–1335 Herman
- 1335–1362 Lambert
- 1362–1364 Nikolaus
- 1364–1378 Johann Willikini
- 1380–1383 Ludolf Robolow
- 1383–1386 Dietrich Zillesen
- 1392–1400 Johann Rederi
- 1412–0000 Jakob Schmarsow
- 1429–1432 Jakob Corvin
- 1432–1436 Matheus Hogese
- 1436–1451 Johann Bleyle
- 1451–1454 Henning Voermann
- 1468–0000 Wilke Schmidt
- 1473–1486 Henning Bulgrin

### Gedruckte Quellen
- Mecklenburgisches Urkundenbuch (MUB)
- Pommersches Urkundenbuch (PUB)

### Ungedruckte Quellen
- Landeshauptarchiv Schwerin (LHAS)
  - LHAS 2.12-3/2 Klöster und Ritterorden. Dobbertin, Nr. 210. Ulrich Malchows Transfer von Nonnen zwischen den Klöstern Kolberg und Dobbertin, 1521.
  - LHAS 11.11 Regesten mecklenburgische Urkunden ab 1400.
- Landesarchiv Greifswald
  - Bestand 1.19, Benediktinerinnenkloster in der Kolberger Altstadt.